# Faze kliničkog istraživanja
Faze kliničkih istraživanja su koraci u kojima znanstvenici provode eksperimente sa zdravstvenom intervencijom pokušavajući pribaviti dovoljno dokaza za postupak koji bi bio koristan kao medicinski tretman. U slučaju farmaceutskih studija, faze započinju s dizajnom lijeka i otkrivanjem lijekova, a zatim se nastavlja na ispitivanje na životinjama. Ako to uspije, započinju kliničku fazu razvoja testiranjem sigurnosti kod nekolicine ljudskih ispitanika i proširuju se na testiranje kod mnogih sudionika studije kako bi utvrdili je li tretman učinkovit.

## Pretkliničke studije
Prije nego što farmaceutske tvrtke započnu klinička ispitivanja na lijeku, provode opsežna pretklinička ispitivanja. Oni uključuju in vitro (epruveta ili stanična kultura) i eksperimente na životinjama koristeći široke doze ispitivanog lijeka kako bi se dobili preliminarni podaci o učinkovitosti, toksičnosti i farmakokinetičkim podacima. Takvi testovi pomažu farmaceutskim tvrtkama da odluče ima li kandidat za lijekove znanstvene zasluge u daljnjem razvoju kao novom istraživačkom lijeku.

## Nulta faza
Nulta faza nedavno je označena za neobavezna istraživačka ispitivanja koja su provedena u skladu sa Smjernicama američke agencije za hranu i lijekove (FDA) iz 2006. o istraživačkim istražnim novim lijekovima (IND).
Studija nulte faze ne daje podatke o sigurnosti i djelotvornosti, jer je po definiciji doza preniska da bi izazvala bilo kakav terapijski učinak.

## Faza I
Ispitivanja faze I ranije su se nazivala "ispitivanjima na prvom čovjeku", ali polje se 1990-ih uglavnom prešlo na rodno neutralnu jezičnu frazu "prvi ljudi"; ova su ispitivanja prva faza ispitivanja u ljudskim subjektima. Dizajnirani su za ispitivanje sigurnosti, nuspojava, najbolje doze i načina formulacije za lijek.
Normalno će se zaposliti mala skupina od 20 do 100 zdravih dobrovoljaca. Ova ispitivanja često se provode u klinici za klinička ispitivanja, gdje predmet može promatrati stalno zaposleno osoblje. Ovim kliničkim kliničkim ispitivanjima često upravlja ugovorna istraživačka organizacija (CROs) koja provodi ove studije u ime farmaceutskih tvrtka ili drugih istraživača. Subjekt koji prima lijek obično se promatra dok ne prođe nekoliko poluživota lijeka.

## Faza II
Nakon što se utvrdi doza ili raspon doza, sljedeći je cilj procijeniti ima li lijek bilo kakvu biološku aktivnost ili učinak. Ispitivanja faze II izvode se na većim skupinama (50-300) i osmišljena su kako bi se procijenilo koliko lijek dobro funkcionira, kao i za nastavak procjene sigurnosti faze I u većoj skupini dobrovoljaca i pacijenata. Genetsko testiranje je uobičajeno, osobito kad postoje dokazi o promjeni brzine metabolizma. Kada proces razvoja novog lijeka ne uspije, to se obično događa tijekom ispitivanja faze II kada se otkrije da lijek ne djeluje prema planu ili da ima toksične učinke.

### Uspjeh
Klinički programi faze II u povijesti su imali najnižu stopu uspjeha u četiri razvojne faze. U 2010. godini, u velikoj studiji ispitivanja od 2006. – 2015. Postotak ispitivanja II faze koja je prešla na fazu III bio je 18%, a samo 30,7% kandidata za razvoj napredovalo je od faze II do faze III.

## Faza III
Ova je faza osmišljena za procjenu učinkovitosti nove intervencije i, stoga, njezine vrijednosti u kliničkoj praksi. Studije faze III raznoliko kontroliraju višecentrične studije na velikim skupinama bolesnika (300–3000 ili više ovisno o bolesti / medicinskom stanju koje se proučavaju) i usmjerene su na konačnu procjenu učinkovitosti lijeka u usporedbi s trenutnim „zlatnim standardom“ tretman. Zbog njihove veličine i razmjerno dugog trajanja, faze III ispitivanja su najskuplja, dugotrajna i najteža ispitivanja za projektiranje i provođenje, posebno u terapijama za kronična medicinska stanja. Ispitivanja kroničnih stanja ili bolesti faze III često imaju kratko razdoblje praćenja za procjenu, u odnosu na vrijeme u kojem se intervencija može koristiti u praksi. To se ponekad naziva i "faza prije stavljanja na tržište", jer zapravo mjeri reakciju potrošača na lijek.

### Uspjeh
Od 2010. godine, oko 50% kandidata za lijekove ili ne uspije tijekom suđenja III faze ili ih nacionalna regulatorna agencija odbije.

## Faza IV
Ispitivanje faze IV poznato je i kao pokusno nadziranje nakon prodaje ili neformalno kao potvrdno suđenje. Ispitivanja faze IV uključuju sigurnosni nadzor (farmakovigilanca) i stalnu tehničku podršku lijeku nakon što dobije odobrenje za prodaju (npr. Nakon odobrenja u okviru FDA ubrzanog programa odobrenja). Studije faze IV mogu zahtijevati regulatorna tijela ili ih može pokrenuti tvrtka koja sponzorira zbog konkurentnosti (pronalaženja novog tržišta za lijek) ili drugih razloga (na primjer, lijek možda nije testiran na interakciju s drugim lijekovima ili na određene skupine stanovništva, poput trudnica, za koje je malo vjerojatno da će se podvrgnuti ispitivanjima.

## Ukupni trošak
Cijeli proces razvoja lijeka od pretkliničkih istraživanja do marketinga može trajati otprilike 12 do 18 godina i često košta puno više od milijardu dolara.